# William Douglas, 8:e earl av Douglas
William Douglas, 8:e earl av Douglas, född 1425, död den 22 februari 1452, var en skotsk adelsman, son till James Douglas, 7:e earl av Douglas, bror till James Douglas, 9:e earl av Douglas.
Douglas förvärvade som yngling kung Jakob II:s förtrogna vänskap, störtade den mäktige Livingston 1449 och var sedan jämte kanslern Crichton en tid allrådande. Med kungen kom han 1451 i tvist, då han dödat flera av dennes män. Han erhöll emellertid lejdebrev för ett besök på slottet Stirling Castle i Stirling, men efter en ordväxling dräpte Jakob honom där med egen hand. Lejdebrevet, som Douglas övermodigt tycks ha lämnat hemma, lät sedan hans bror James släpa efter en häst i smutsen på Stirlings gator som vittnesbörd om kungens trolöshet.